# Werner Pirchner

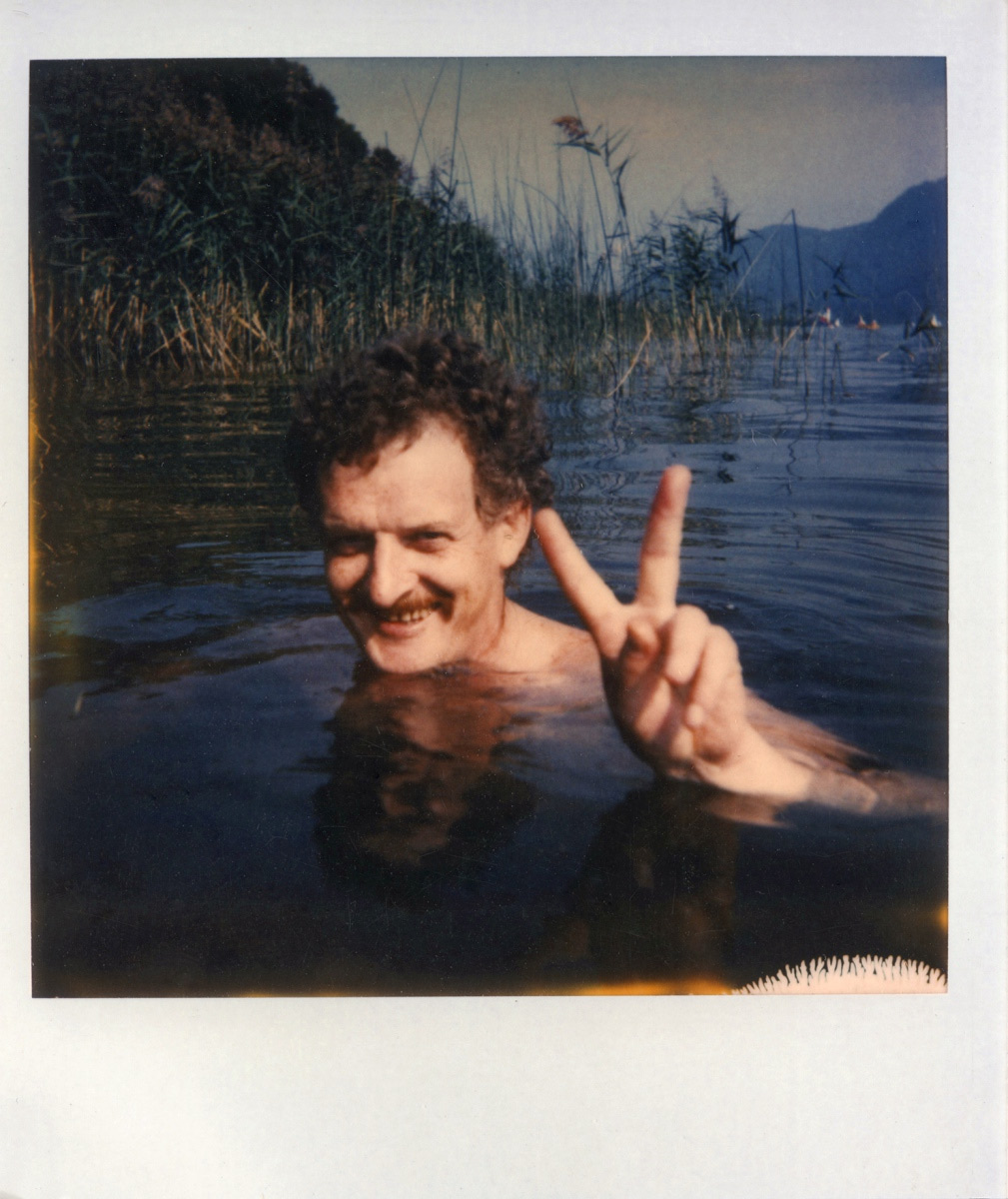
Werner Pirchner im See (ca. 1995)

Werner Preisegott Pirchner (* 13. Februar 1940 in Hall in Tirol; † 10. August 2001 in Innsbruck) war ein österreichischer Jazzmusiker, Komponist, Dichter und Zeichner.

## Leben und Wirken
Pirchner begann seine Musikerlaufbahn im Jazz, beschäftigte sich aber schon früh mit der damaligen zeitgenössischen Musik und ihren Theoretikern (Theodor W. Adorno, Arnold Schönberg, Olivier Messiaen u. a.). Ab 1963 war er Vibraphonist des Oscar-Klein-Quartetts. Auf der ersten Platte des Vienna Art Orchestra spielt er Marimbaphon. Gemeinsam mit dem Gitarristen Harry Pepl trat er in den frühen 1980er-Jahren als Pirchner-Pepl-JazzZwio auf, das teilweise mit Adelhard Roidinger als Bassisten zum Trio erweitert wurde. Zwischen 1970 und 1975 traten Pirchner und Pepl regelmäßig in Martin Mumelters Ensemble Concertodrom auf, dem auch Spezialisten für Klassik sowie Alte und Neue Musik angehörten, und das in seinen Programmen Improvisationen der unterschiedlichsten Stilrichtungen mit Kompositionen diverser Epochen verband.
In den letzten 15 Jahren seines Lebens arbeitete er überwiegend als Komponist. Im Jahr 1973 veröffentlichte er seine erste Langspielplatte mit selbstgezeichnetem Cover, ein halbes doppelalbum, die im deutschen Sprachraum ein positives bis begeistertes Medienecho auslöste. Er spielt darauf eine größere Anzahl verschiedener Instrumente im Playback, singt selbstgetextete Lieder, verfremdet bekannte Vorlagen und mischt, fast immer provozierend, Stile und Sounds. Das hat ihm seinen Ruf als Vertreter der Neuen Volksmusik und als Autor „kritischer Heimatmusik“ eingetragen.
Einige der Lieder des halben doppelalbums verwendete er in der Folge in einem Film, den er im Jahr 1974 zusammen mit Christian Berger produzierte: Der Untergang des Alpenlandes. Er schrieb nicht nur die Musik, sondern auch die Texte und trat im Film als Sänger und Schauspieler auf. Dabei verwendet er ironisch Tiroler Folklore-Stereotype, was ihm heftige Kritik vonseiten konservativer Kreise eintrug. Im Jahr 1975 lud ihn Bert Breit ein, zu einem Film über Tirol, den Breit mit Otto Grünmandl plante, die Musik zu komponieren. Daraus entstand das Streichquartett für Bläserquintett, PWV 15.
Österreichweit bekannt wurde Pirchner durch sein Sounddesign für den ORF-Kultursender Ö1 im Jahr 1994, das bis September 2017 in Verwendung war. Im Jahr 1995 komponierte er die Bühnenmusik zu Hofmannsthals Jedermann bei den Salzburger Festspielen. Ein weiterer von einer großen Öffentlichkeit wahrgenommener Auftrag war die Musik zum Fernseh-Pausenfilm des Neujahrskonzertes der Wiener Philharmoniker am 1. Januar 2000.
Pirchners vielschichtige Musik verbindet auf ungewohnte Weise Elemente aus Jazz, Unterhaltungs- und sogenannter Ernster Musik. Vom elektronisch verarbeiteten Jodler zum schräg harmonisierten Schubert, von einer Hommage für John Cage zur Persiflage der jugendlichen Indienwallfahrer und Drogenkonsumenten, von der parodierten Werbesprache zu noch heute gültigen sozialkritischen Texten spannt sich ein weiter Bogen. Oft wechseln seine Arbeiten zwischen unmittelbarer Vitalität und einer Art Metamusik, die sich analytisch mit vielbenutzten Musikmodellen auseinandersetzt. Als Autodidakt hatte Pirchner angefangen; eigenwillig und in kein Stilklischee einzuordnen blieb er bis zu seinem Tod.

## Auszeichnungen
- 1986 Tiroler Landespreis für Kunst
- 1997 Ehrenzeichen des Landes Tirol

## Werke (Auswahl)

### Film- und Bühnenmusik
- 24 Deka Jazz-Lieder – für Henry Maternas „Face of Europe“. Musik zu 6 Filmen, op. 1 (1966)[4]
- Brechreiz für großes Orchester – und ca. 10 andere Filmmusiken, op. 2  (1967–1970)[4]
- Schneeweißchen und Rosenrot – Und 5 andere Theatermusiken, op. 3 (1968–1970)[4]
- Der Untergang des Alpenlandes – Part One und Die Geschichte vom Zuckerl, von der Prinzessin und von der absahnenden Creme – Zwei Kurzfilme, op. 7 (1974/1975)[4]
- Das rauhe Leben – Musik zum gleichnamigen Film von Heide Pils über den Dichter Alfons Petzold, op. 24 (1987)[4]
- Gespenstersonate – Bühnenmusik zum gleichnamigen Stück von August Strindberg, op. 35 (1988)[4]
- Mirakel – Musik zum gleichnamigen Film von Leopold Huber, op. 45 (1991)[4]
- Der Weibsteufel – Ballettmusik zum gleichnamigen Stück von Karl Schönherr, op. 54 (1991)[4]
- Das wunderbare Schicksal – Bühnenmusik zum gleichnamigen Stück von Felix Mitterer, op. 58 (1992)[4]
- Feuernacht und Komplott – Musik zu den gleichnamigen Filmen, op. 72 (1994)[4]
- Die letzten Tage der Menschheit – Musik zum gleichnamigen Stück von Karl Kraus, op. 77 (1995)[4]
- Durch die wilden Alpen – Filmmusik (2000)[4]
- D.U.D.A! – Ein musikalischer Dokumentarfilm von Malte Ludin, Edition Filmladen (2014)

### Ensemblemusik
- Die anachronistische Revolution und ca. Zwei Kilo 12-Ton- und Reihenexperimente – Quintett für Flöte, Oboe, Fagott, Vibraphon und Gitarre, op. 5 (1969)[4]
- Streichquartett für Bläserquintett – Variations on a Tyrolean Slave Song, op. 15 (1974)[4]
- Birthdays – Trio für Horn, Posaune und Tuba, op. 44 (1975)[4]
- Von der gewöhnlichen Traurigkeit. Zum Kotzen. – Quartett für zwei Violinen, Viola und Violoncello, op. 17 (1978)[4]
- Soiree tyrolienne – Kammersymphonie, op. 16 (1980)[4]
- Do You Know Emperor Joe? – für Blechbläserquintett mit zwei Trompeten, Horn, Posaune und Tuba, op. 13 (1982/1983)[4]
- Wem gehört der Mensch...? – Trio für Klavier, Violine und Violoncello (1988)[4]
- Aus dem Konzert für zwei Solo-Violinen – ohne Orchester – Duo für zwei Violinen, op. 33 (1988)[4]
- L’homme au marteau dans la poche et autres travaux appliqués – (Der Mann mit dem Hammer in der Tasche und andere Fleißaufgaben), op. 52 (1991)[4]
- Almweiß – Edelrausch – und andere Master-Zwios – Duo für zwei Trompeten, op. 57 (1992)[4]
- Palmsonntag im Künstlerzimmer – Duo für Horn und Violine, op. 71 (1994)[4]

### Solomusik
- Good News from the Ziller Valley – für Violine solo (1981xx)[4]
- Kleine Messe um C – für den lieben Gott – für Kirchen- oder Ziach-Orgel solo, op. 14 (1982)[4]
- Birthday-Serenade – für Pianoforte solo, op. 34 (1988)[4]
- Einfach – Zwiefach – für Kontrabass solo, op. 64 (1993)[4]

## Diskographie (Auswahl)
- Ein halbes Doppelalbum (Selbstverlag, 1973)
- EU (ECM, 1986)
- A-naa-nas Ba-naa-nas (mit Vienna Brass) (MSI, 1990)
- Dur (Selbstverlag, 1995)
- Ö1 Signations (ORF, 2017)

### Mit Anderen
- Gegenwind – Pirchner-Pepl-Jazzzwio (Mood Records, 1980)
- Schattseite – Adelhard Roidinger, Heinz Sauer, W. Pirchner, H. Pepl und Michael Di Pasqua, (ECM 1982)
- Live, Montreux ’81 – Pirchner-Pepl-Jazzzwio (Wea Music, 1981)
- Werner Pirchner, Harry Pepl, Jack DeJohnette (ECM, 1983)
- Live in Concert Montreux 1981, Innsbruck 1984 – Jazzzwio (Universal Music, 2009) CD + DVD